# Marek Pivovar
Marek Pivovar (26. června 1964 Brno – 2. ledna 2021 Ostrava) byl dramaturg, dramatik, divadelní publicista, spoluzakladatel ostravského divadelního festivalu OST-RA-VAR, autor rozhlasových her.

## Život
Narodil se 26. června 1964 v Brně. Po maturitě na gymnáziu absolvoval dvouletou vojenskou službu. V Brně studoval český jazyk a historii, po sametové revoluci přestoupil na divadelní vědu. Pracoval jako redaktor v Brněnském večerníku, v revue Box Jiřího Kuběny a později také jako zpravodajský redaktor brněnského studia České televize. V roce 1994 se stal dramaturgem Národního divadla moravskoslezského v Ostravě. Dramaturgicky se podílel přibližně na šedesátce inscenací. Byl také autorem dramatizací (např. Věc Makropulos, Romance pro křídlovku, Šakalí léta, Moskva→Petušky, Gottland, Elling a Kjell aneb Chvála bláznovství) a psal i původní hry (Klub sebevrahů, Nezdárný syn). Spolupracoval i s dalšími divadly, kupříkladu s ostravským Divadlem loutek, Starou arénou nebo Národním divadlem Brno. Proslulá je zejména jeho spolupráce s režisérem Radovanem Lipusem. V roce 1997 spoluzakládal ostravský divadelní festival OST-RA-VAR. Psal rozhlasové hry a mikrohry, pro rozhlas rovněž připravoval četby na pokračování. Občasně spolupracoval s Českou televizí. V roce 2000 se zúčastnil mezinárodního divadelního festivalu Temporalia v Bruselu se svou hrou Evropa, Evropa aneb Jak John Brown a doktor Lukomski naklonovali Evropskou unii. V roce 2017 opustil v důsledku vážné nemoci angažmá v Národním divadle moravskoslezském a pracoval jako dramatik a publicista na volné noze.
Marek Pivovar se narodil v Brně, ale velkou část života strávil v Ostravě, k níž měl velmi vřelý vztah. Dokládá to i inscenace Z Deniku Ostravaka podle kultovních zápisků anonymního autora, kterou spolu s Radovanem Lipusem připravil pro ostravské Divadlo loutek.